# Гарфилд (Тексас)
Гарфилд (енгл. Garfield) насељено је место без административног статуса у америчкој савезној држави Тексас.

## Демографија
По попису из 2010. године број становника је 1.698, што је 38 (2,3%) становника више него 2000. године.
| Група             | 2000.         | 2010.       |
| Белци             | 1.039 (62,6%) | 836 (49,2%) |
| Афроамериканци    | 39 (2,3%)     | 44 (2,6%)   |
| Азијати           | 18 (1,1%)     | 8 (0,5%)    |
| Хиспаноамериканци | 534 (32,2%)   | 786 (46,3%) |
| Укупно            | 1.660         | 1.698       |